# Eleiodoxa
Eleiodoxa é um género botânico pertencente à família Arecaceae.

## Espécies
- Eleiodoxa conferta
- Eleiodoxa microcarpa
- Eleiodoxa orthoschista
- Eleiodoxa scortechinii
- Eleiodoxa xantholepis